# Кокуй 2-й
Коку́й 2-й — село Александрово-Заводского района Забайкальского края России. Входит в состав сельского поселения «Бохтинское». Административный центр и единственный населённый пункт упразднённой АТЕ Вторококуйская сельская администрация.
Население — 51 чел. (2021).

## География
Расположено в северной части района, вблизи реки Газимур, в 17 км (по автодороге) к северу от Александровского Завода. До поселенческого центра села Бохто — 13 км.

## История
Основано в 1802 году.
Возглавлял Вторококуйское сельское поселение.

## Население
| 1989 | 2002 | 2010 | 2021 |
| ---- | ---- | ---- | ---- |
| 372  | ↘220 | ↘168 | ↘51  |

Национальный состав
Согласно результатам переписи 2002 года, в национальной структуре населения русские составляли 91 % от 220 жителей.

## Инфраструктура
Основа экономики — сельхозпроизводство в коллективном и личных подсобных хозяйствах.
Действует основная общеобразовательная школа, фельдшерско-акушерский пункт.
Установлен памятный знак в честь погибших в Великой Отечественной.